# Loreley

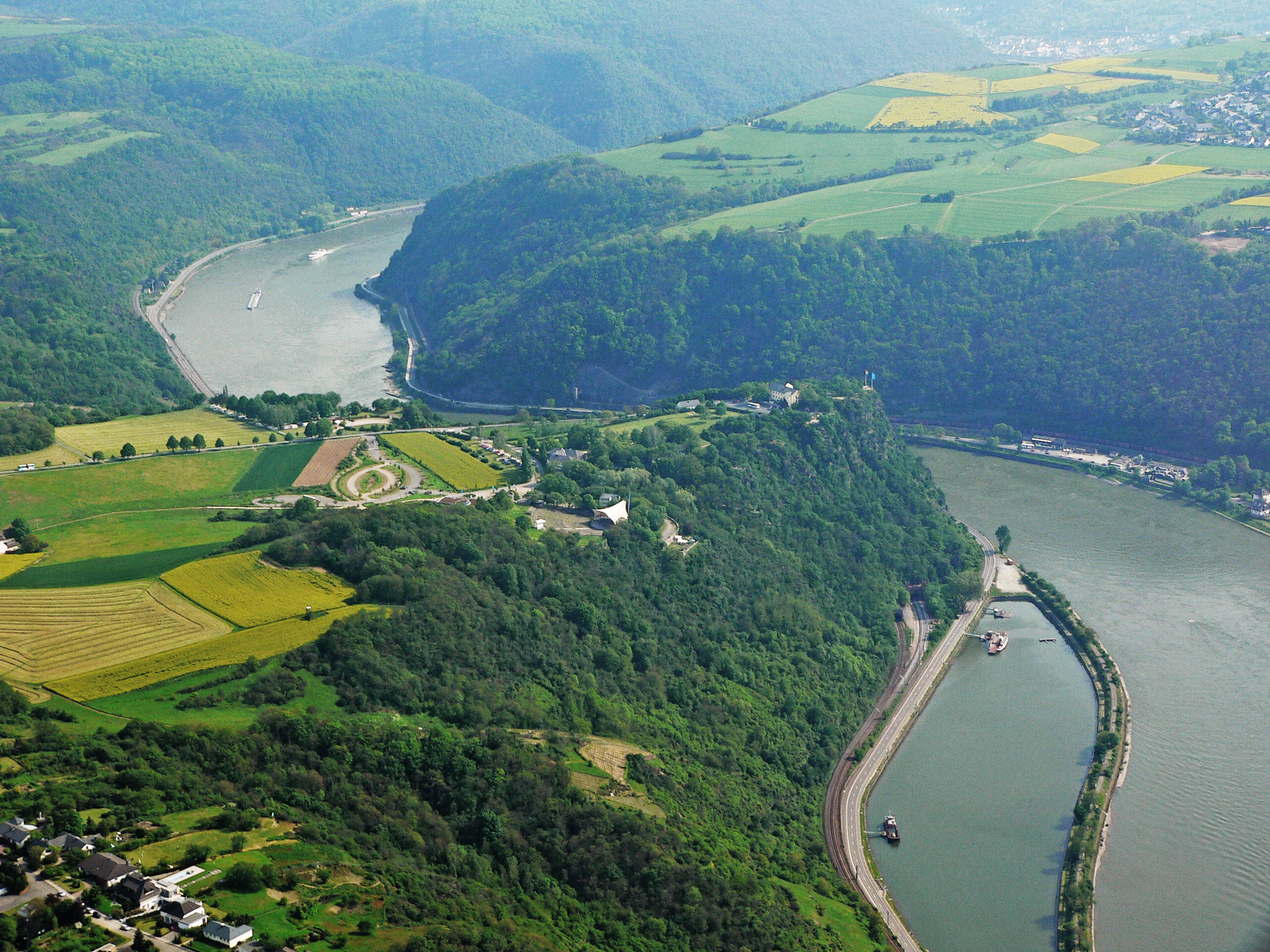
De Loreley vanuit de lucht

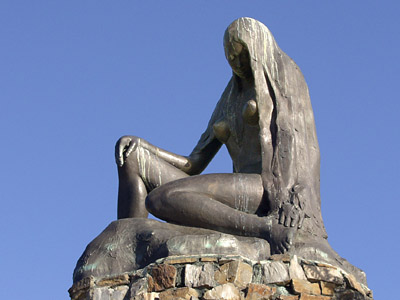
Standbeeld van de nimf aan de voet van de rots

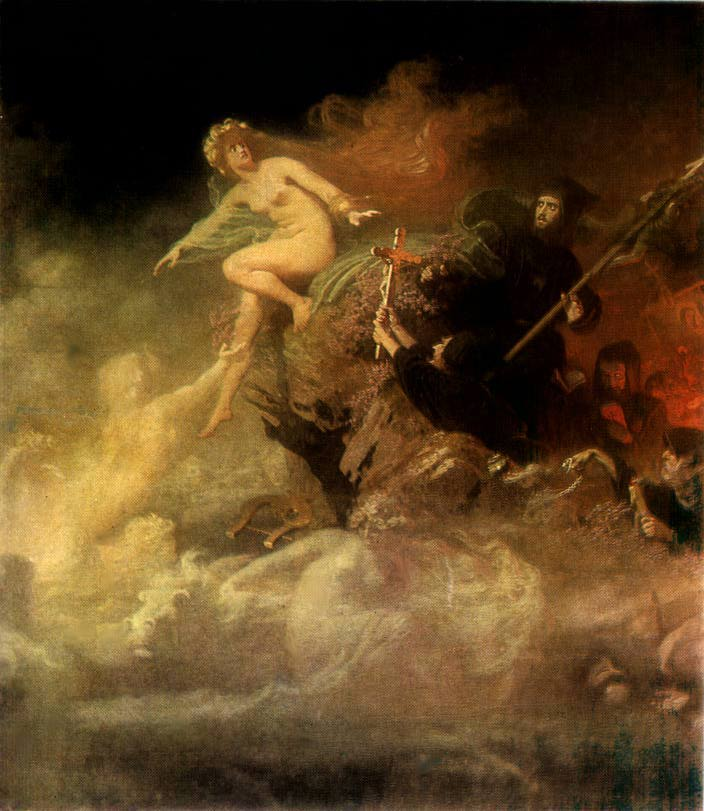
Afbeelding door Johann Köler, 1887

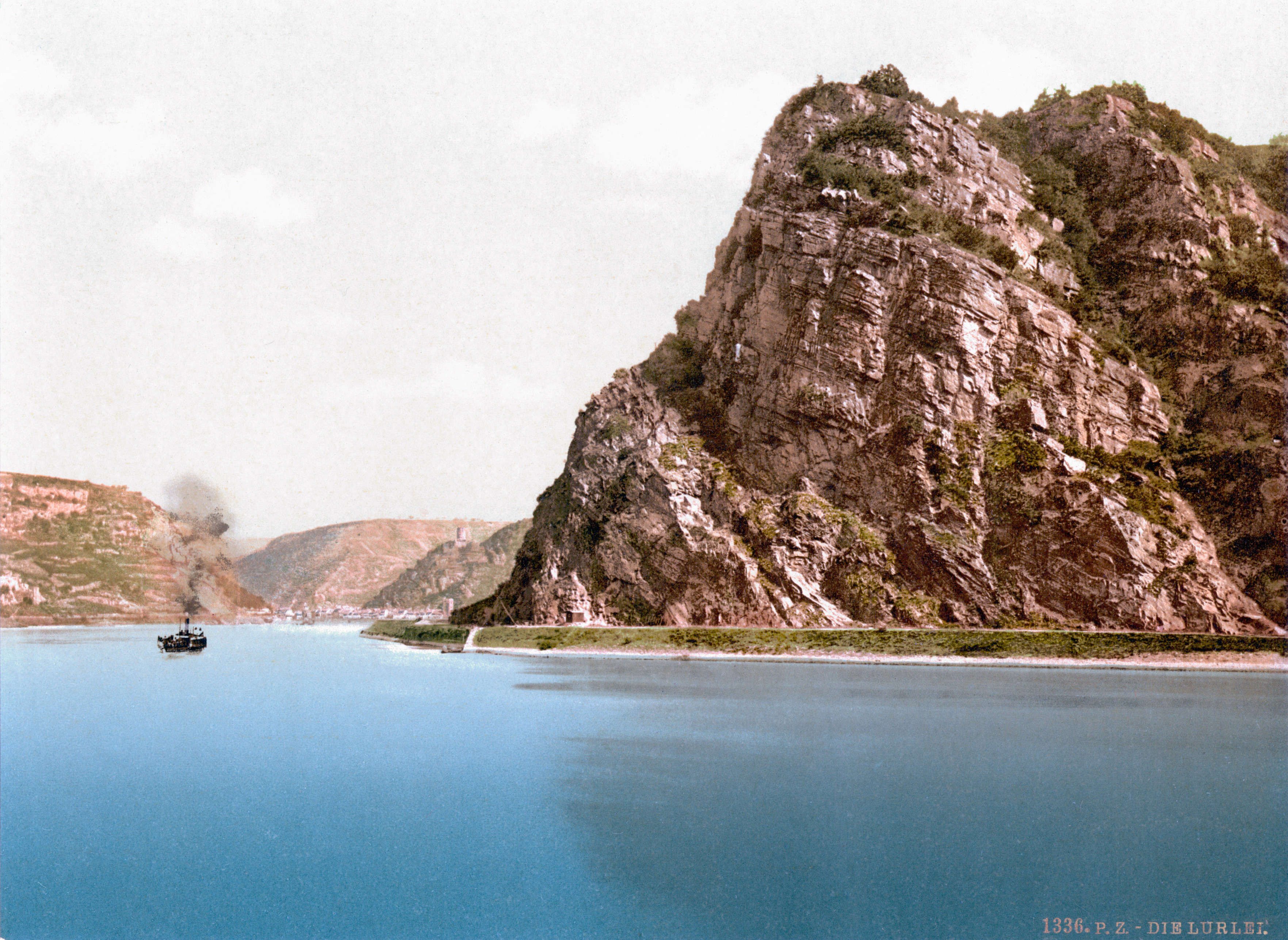
De Loreley op een oude prent

De Loreley of Lorelei is een 132 meter hoge rots langs de rechteroever van de Rijn bij de Duitse stad Sankt Goarshausen (tussen Koblenz en Wiesbaden) in de deelstaat Rijnland-Palts, op Rijnkilometer 555. Op dit punt maakt de rivier een scherpe bocht, waardoor er een stevige stroming ontstaat. De vele schepen die hierdoor zijn vergaan, vormen het voer voor legendes en verhalen. De beklimming van de Loreley is een toeristische activiteit. Op de rots ligt een uitkijkpunt en aan de voet staat een standbeeld van de nimf. De Loreley maakt onderdeel uit van het UNESCO-werelderfgoed Cultuurlandschap Oberes Mittelrheintal.

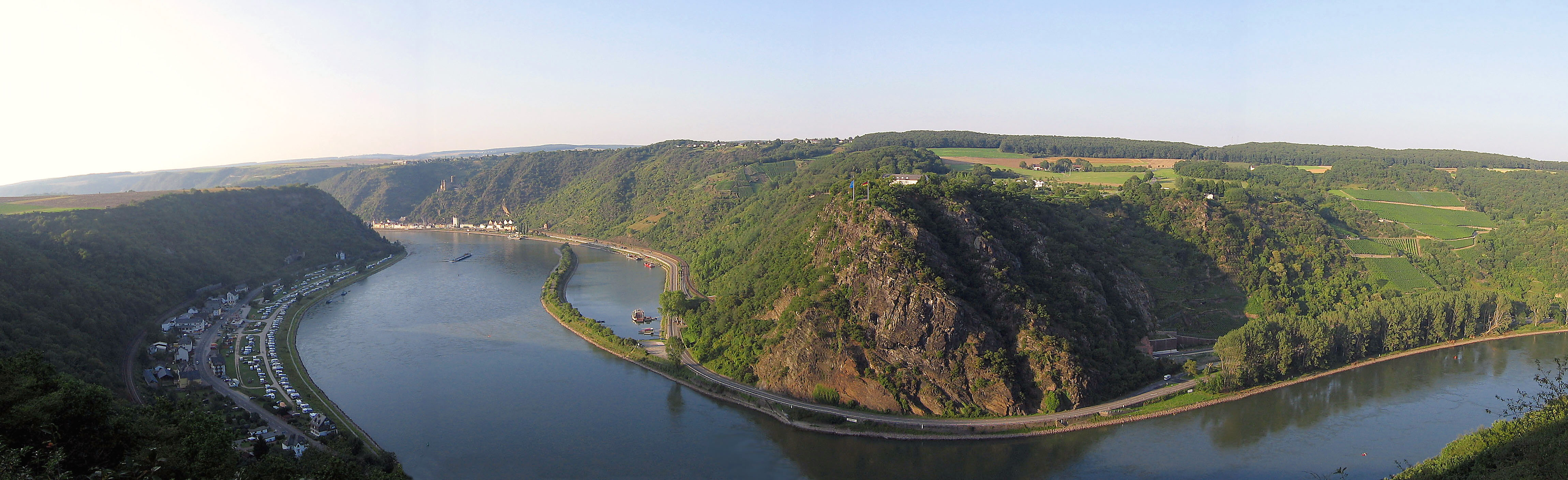
De Loreley bekeken vanaf de linkeroever van de Rijn

## Geschiedenis
In de geschiedenis zijn veel schepen bij de Loreley verongelukt. De Rijn is hier op zijn smalst (slechts 113 meter), maar met 25 meter ook op zijn diepst. Bovendien staat er een gevaarlijke stroming. Hoewel de gevaarlijkste stukken van de Loreley al in de jaren dertig zijn verwijderd, wordt de scheepvaart ook heden ten dage nog voor de passage gewaarschuwd. Nog in januari 2011 zorgde een ongeluk met een schip met 2400 ton zwavelzuur voor grote problemen.

## Legende
In de middeleeuwen waren er verhalen over dwergen, nimfen en berggeesten die boten schipbreuk deden lijden aan de Loreley. Clemens Brentano introduceerde in zijn roman Godwi de tovernares Lore Lay, meer bepaald in de daarin opgenomen ballade Zu Bacharach am Rheine (1801). Dit was de eerste associatie van de rots met een vrouwenfiguur. Dit moderne sprookje kreeg zoveel navolging dat er een nieuwe legende ontstond, die soms ten onrechte voor een oude sage wordt gehouden. De belangrijkste bijdrager was Heinrich Heine in 1823 met Die Loreley.
Volgens de legende zouden er ooit nimfen rond de Rijn gewoond hebben. Toen de mensen de oevers begonnen te bevolken werden ze echter verjaagd. Slechts één nimf bleef achter. Zij kon geen afscheid nemen van de Rijn en vestigde zich op de hoge rots, vanwaar zij zicht had over de hele rivier. Met haar prachtige, treurige zang, haar schoonheid en haar lange, gouden haren wist zij de schippers te betoveren, die de aandacht voor hun schepen verloren en door de sterke stroom op de rotsen liepen (eenzelfde verhaalmotief vindt men in de legendes van de Sirenen uit de Odyssee). Velen verloren hierbij het leven.
Op zekere dag wilde een jonge ridder, de zoon van graaf Palatinus, het meisje eens van dichtbij bewonderen. Hij besloot met zijn schildknaap een tocht naar de rots te ondernemen, maar net als zovelen voor hem raakte hij betoverd door haar gezang. Hij kwam om toen ook zijn bootje de rotsen raakte.
De schildknaap wist zich echter te redden en bracht het droeve nieuws aan de graaf. Vol van woede en verdriet gaf die zijn mannen de opdracht de nimf van de rots te gooien, zodat zij net als al haar slachtoffers zou verdrinken. Toen de nimf de mannen van de graaf zag naderen, wierp ze haar halsketting in het water en zong nog een laatste lied. Daarop kwamen uit de Rijn grote golven op die haar meevoerden, waarna de nimf voor altijd verdween.
Deze legende vormde ook de basis voor een groot aantal andere verhalen, muzieknummers en afleveringen van televisieseries.

## In populaire cultuur

### Stripverhalen
- Het Rode Ridder-verhaal De Lorelei is gebaseerd op de sage van de Loreley.
- Het album Het helse orgel uit de stripreeks Yoko Tsuno speelt zich af rond de rots, al heeft het verhaal verder niet veel met de sage te maken.
- Het Suske en Wiske-verhaal De snikkende sirene is gebaseerd op de sage van de Loreley.
- Het verhaal De sirenen uit de stripreeks van Jerom bevat ook elementen uit het verhaal.

### Televisie
- In het lied "De jongens van de reisvereniging" van de  tv-serie Ja zuster, nee zuster komt in het refrein de Lorelei steeds terug. Het werd gezongen in de aflevering "Salon Mimosa", die oorspronkelijk werd uitgezonden op 18 maart 1967. Het is geschreven door Annie M.G. Schmidt en gecomponeerd door Harry Bannink, en werd gezongen door Albert Mol en Dick Swidde.

- In Bassie en Adriaan en de Geheimzinnige Opdracht speelt aflevering 7, Waar zingen gevaarlijk is, zich hier af. De titel is een verwijzing naar de sage van de Loreley.
- In de laatste aflevering van 't Schaep Ahoy dreigt het gezelschap af te varen op de Loreley.

### Film
- In de film De beentjes van Sint-Hildegard gaat het personage van Herman Finkers naar de Loreley om de as van zijn schoonvader uit te strooien.

### Muziek
- De Duitse muziekgroep Dschinghis Khan heeft een nummer genaamd Loreley waarin het verhaal wordt verteld. Datzelfde geldt voor de muziekgroepen Blackmore's Night en Scorpions.
- Verschillende componisten, onder wie Alfredo Catalani en Max Bruch, hebben een opera aan het verhaal van de Loreley gewijd.
- De dichter Heinrich Heine heeft aan de hand van dit verhaal het gedicht Die Loreley geschreven, waarbij ook een melodie werd gemaakt: Ich weiß nicht was soll es bedeuten, daß ich so traurig bin. Dit lied behoort nog steeds tot de populairste van alle Duitse liederen. Dit lied zingt Tante Sidonia in het Suske en Wiske album De snikkende sirene op de Loreley als ze Lorelei vervangt, waardoor net als in de sage alle schepen vergaan die langs haar varen.
- De Schotse band Cocteau Twins bracht in 1984 het nummer Lorelei uit op het romantische album Treasure.
- De Edese popgroep Springend wild heeft een nummer uitgebracht genaamd Lorelei dat is gebaseerd de legende.
- De metalgroep Lord of the Lost bracht in 2018 een nummer uit genaamd Loreley, eveneens gebaseerd op de legende.
- De (gothic)metalgroep Theatre of Tragedy bracht in 1998 het nummer Lorelei uit op het album Aégis. De oud-Engelse tekst is gebaseerd op de legende.
- De Duitse hardrockband Scorpions heeft een nummer Lorelei op het album Sting in the Tail - uit 2010.
- Jaarlijks wordt in het amphitheater van de Loreley het Night of the Progfestival gehouden, met progressieve rockmuziek als hoofdthema.

### Overig
- Tussen 1953 en 2003 voerden diverse internationale D-treinen de naam Loreley-Express.